# Хукэн (Цзянси)
Хукэн (кит. упр. 浒坑镇, пиньинь hǔkēng zhèn, палл. хукэн чжэнь) — посёлок в уезде Аньфу, провинции Цзянси, на юго-востоке Китая.
Экономика посёлка основывается на добыче полезных ископаемых.

## География

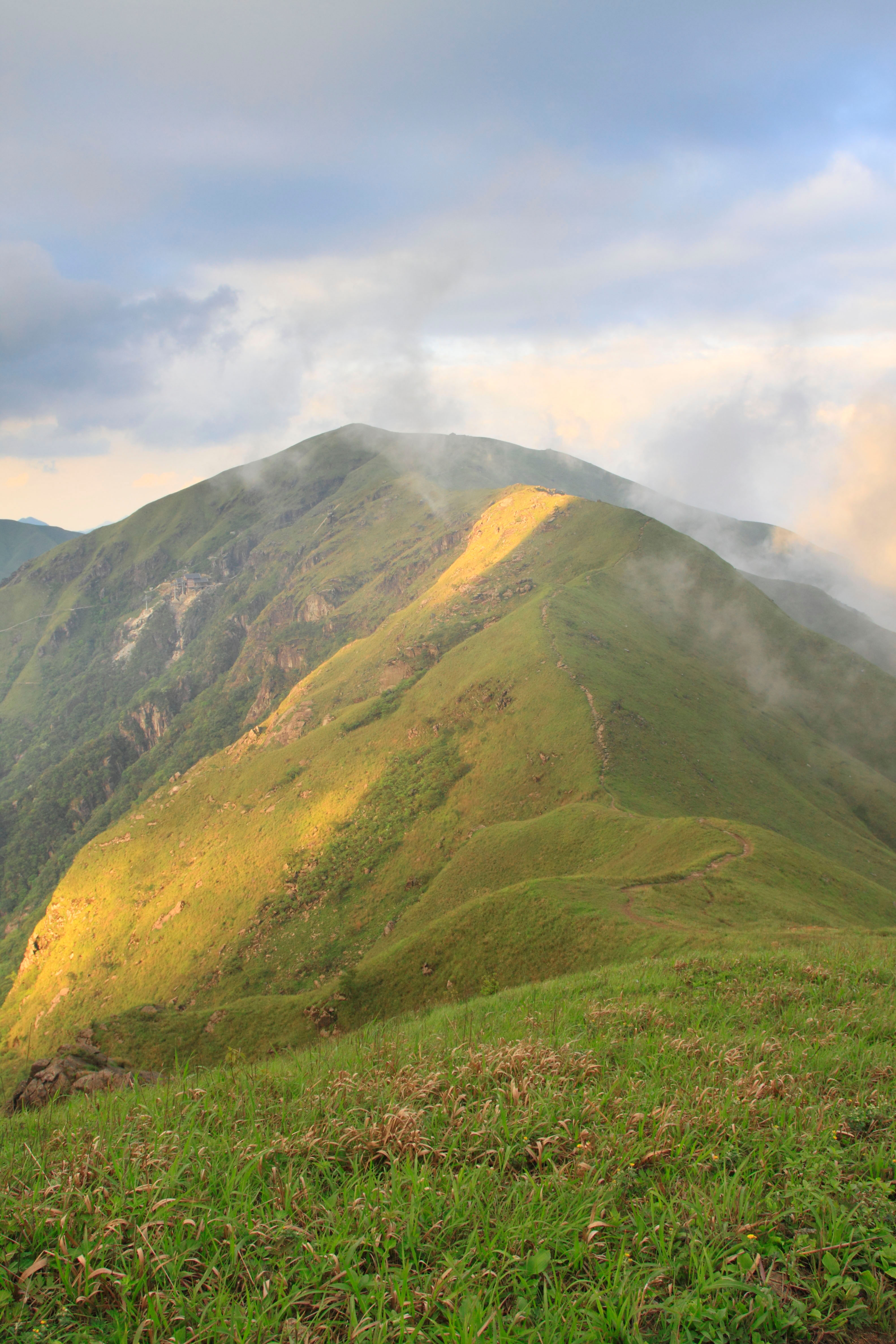
Хребет Угун

В 45 км от посёлка находится хребет Угун.
На юго-востоке посёлок граничит с посёлком Яньтянь, на северо-востоке — с волостью Чжанцю, на западе с волостью Тайшань.
Площадь посёлка составляет 82 км при населении в пости 13 000 человек (6114 женщин и 6773 мужчины).
Вокруг посёлка растёт в основном смешанный лес.

### Температура и осадки
Среднегодовой размер осадков составляет 2072 мм. Самый влажный месяц — май, 322 мм. Самый сухой месяц — октябрь, 28 мм.
Климат — влажный, субтропический. Среднегодовая температура составляет 17 °C. Самый тёплый месяц — июль, 24 °C. Самый холодный — январь, 6 °C.

## Население и демография
Население посёлка составляет 12 887 человек. Среди них 6114 женщин и 6773 мужчины.
13 % населения составляют дети до 13 лет. 14 % — люди старше 65 лет.
Плотность населения составляет примерно 140 чел./км².

## История
Месторождения ископаемых были найдены тут в 1940-х годах. В 1953 году началась добыча минералов. Карьер возле посёлка был построен в 1956 году.